# Stykkevis lineær funktion
En Stykkevis lineær funktion har den samme forskrift, som den almindelige lineær funktion nemlig f(x)=ax+b. En stykkevis lineær funktion er en kurve i et koordinatsystem, som består af stykker der hver for sig er en lineær funktion. 

## Ekstern henvisning
- Eksempel på en stykkevis lineær funktion Arkiveret 4. marts 2016 hos  Wayback Machine

| Matematik | Spire Denne artikel om matematik er en spire som bør udbygges. Du er velkommen til at hjælpe Wikipedia ved at udvide den. |